# Desdemona (księżyc)
Desdemona (Uran X) – jeden z wewnętrznych księżyców Urana. Został odkryty 13 stycznia 1986 roku na zdjęciach przesłanych przez sondę Voyager 2. Nie wiadomo o nim praktycznie nic, oprócz parametrów orbity i rozmiaru.
Nazwa pochodzi od imienia żony tytułowego bohatera sztuki Otello Williama Shakespeare’a.